# Mona Petri
Mona Petri, geborene Fueter (* 16. Dezember 1976 in Zürich), ist eine Schweizer Schauspielerin.

## Leben und Karriere
Mona Petri, Tochter des Musikers und Komponisten Daniel Fueter und der Flötistin Anna-Katharina Graf sowie Enkelin der Schauspielerin Anne-Marie Blanc, wuchs – zusammen mit ihrer Schwester, der Sängerin Rea Claudia Kost (1979–2020) –, in Zürich auf. Sie machte hier, unterbrochen durch einen einjährigen Aufenthalt in Russland, ihre Matura. Zunächst arbeitete sie als Übersetzerin, Kellnerin und Altenpflegerin. Schliesslich besuchte sie bis zu ihrem Abschluss 2001 die Hochschule für Musik und Theater Bern. Anschliessend bekam Mona Petri ein Engagement am Landestheater Tübingen, wechselte aber bereits nach einem Jahr an das Badische Staatstheater Karlsruhe. Seit 2007 ist sie Schauspielerin und Dramaturgin bei der freien Schweizer Theatergruppe MARIE. Neben ihrer Theaterarbeit ist Mona Petri auch in Film- und Fernsehproduktionen zu sehen. Hier firmiert sie bisweilen unter dem alternativen Künstlernamen Mona Fueter. 2003 wurde sie mit dem Schweizer Filmpreis als Beste Darstellerin für ihre Rolle in Feuer und Flamme und bei der Berlinale mit dem Shooting Star Award ausgezeichnet.
Petri spricht neben Hochdeutsch und Schweizerdeutsch noch Englisch, Französisch, Italienisch, Russisch und Spanisch. Zusammen mit dem Schauspieler Jannek Petri hat sie eine Tochter. Inzwischen ist sie mit dem Schauspieler Fabian Krüger befreundet. Weil sich Mona Petri politisch für bessere Bedingungen für Kulturschaffende engagieren will, kandidierte sie 2015 und im Herbst 2019 als Parteilose für den Schweizer Nationalrat auf der Liste Kunst  + Politik.
Anfang 2025 spielt sie im Stück "Ohne Norden" (inspiriert durch den Text Die gelbe Tapete der US-Schriftstellerin Charlotte Perkins Gilman) im Zürcher Sogar-Theater sowie im Berner Schlachthaus Theater die Hauptrolle.

## Filmografie (Auswahl)
- 2001: Letzte Hilfe
- 2001: Einundeinzig Luftballon
- 2002: Feuer und Flamme (Fernsehfilm)
- 2006: Jeune Homme
- 2007: Hello Goodbye
- 2008: Geld oder Leben
- 2008: Das Fräuleinwunder (Fernsehfilm)
- 2010: Taxiphone: El Mektoub
- 2010: Die Rosenheim-Cops – Tod in den Ferien
- 2011: Fliegende Fische
- 2011: Tatort: Wunschdenken
- 2012: Verliebte Feinde
- 2014: Ziellos (Fernsehfilm)
- 2015: Verdacht (Fernsehfilm)
- 2015: Tatort: Schutzlos
- 2015: Der Bestatter (4. Staffel)
- 2016: Dolores
- 2017: Tiere
- 2018: Zauberer
- 2019: WaPo Bodensee – Seidenstrasse
- 2019: Tatort: Der Elefant im Raum
- 2023: Der Bestatter – Der Film